# On Your Radar
On Your Radar è il terzo album in studio del gruppo femminile inglese The Saturdays. Dall'album sono stati estratti 3 singoli, Notorious, All Fired Up e My Heart Takes Over.

## Tracce
1. All Fired Up - 3:13  (Xenomania, Space Cowboy, MNEK)
2. Notorious - 3:12  (Mac)
3. Faster - 3:54  (Mac)
4. My Heart Takes Over - 4:06  (Mac)
5. Get Ready Get Set - 3:28  (Xenomania)
6. The Way You Watch Me featuring Travie McCoy  - 3:29  (Lucas Secon)
7. For Myself - 3:24  (David Eriksen)
8. Do What You Want With Me - 3:37  (Rogers)
9. Promise Me - 3:22  (Tracklacers)
10. Wish I Didn't Know - 3:42  (Charlie Holmes)
11. White Lies - 4:02  (Falk, Yacoub)
12. Last Call - 3:57  (Holmes)

## Classifichee
| Chart (2011) | Posizione massima |
| ------------ | ----------------- |
| Irlanda      | 43                |
| Regno Unito  | 23                |